# Eisenbahnunfall von Hitrino
Bei dem Eisenbahnunfall von Hitrino (in anderen Quellen: „Chitrino“), Bulgarien, entgleisten am 10. Dezember 2016 Kesselwagen mit Flüssiggas während der Durchfahrt durch den Bahnhof Hitrino, Bulgarien, und explodierten. Sieben Menschen starben.

## Ausgangslage
Auf der Bahnstrecke Varna–Ruse war ein Güterzug des Eisenbahnverkehrsunternehmens Bulmarket von Burgas nach Ruse unterwegs, der aus 24 Kesselwagen bestand, die Flüssiggas und andere brennbare Flüssigkeiten geladen hatten. Er wurde von zwei Elektrolokomotiven gezogen. Bulmarket nutzt Second-Hand-Lokomotiven für die Traktion seiner Züge: Die führende Lokomotive war die 86.003, eine ehemalige dänische Lokomotive, die zweite Lokomotive war die 87.025, eine ehemalige Class 87 von British Rail. Im Einfahrtsbereich des Bahnhofs bestand eine zulässige Höchstgeschwindigkeit von 40 km/h.

## Unfallhergang
Gegen 5:37 Uhr fuhr der Zug mit 78 km/h in den Bahnhof ein. Dabei entgleisten die letzten sieben Wagen. Die beiden letzten Wagen rissen Maste der Oberleitung um, gerieten in Brand und explodierten. Dadurch wurden unter anderem das Empfangsgebäude, das Gemeindeamt und die Polizeiwache, insgesamt 50 Gebäude in einem Umkreis von 200 Metern beschädigt, mindestens eines stürzte ein.

## Folgen
Sieben Menschen starben, weitere 29 wurden schwer, 23 leicht verletzt. Die drei Lokomotivführer – zwei in der ersten, einer in der zweiten Lokomotive – überlebten. 50 Gebäude wurden beschädigt oder sogar zerstört. 150 Feuerwehrmänner waren im Einsatz. Die Hälfte der 800 Einwohner des Dorfes wurde evakuiert. Die Staatsanwaltschaft ermittelt gegen die beiden Lokomotivführer, die sich in der führenden Lokomotive befanden (der dritte Lokomotivführer befand sich auf der hinteren Lokomotive).